# Charlie Hunnam
Charlie Hunnam, eg. Charles Matthew Hunnam, född 10 april 1980 i Newcastle upon Tyne, England, är en brittisk skådespelare. Hunnam har haft framträdande roller i filmer som Pacific Rim och Green Street Hooligans, samt huvudrollen i TV-serien Sons of Anarchy. Han spelade också huvudrollen i filmen King Arthur: Legend of The Sword.

## Biografi

### Uppväxt
Hunnam föddes i Newcastle upon Tyne. Hans far, William "Billy" Hunnam (1952–2013), var en gangster och handlade med metallskrot, och modern Jane Hunnam, var företagare. Hunnams föräldrar separerade när han var två år gammal. Vid 12 års ålder flyttade han till byn Melmerby i Cumbria då hans mor gifte om sig. Hunnam har en bror och två halvbröder, den äldre brodern William "Billy" och de yngre Oliver och Christian. De båda sistnämnda var halvbröder på hans mors sida. Hunnam gick på Heaton Manor School i Newcastle och efter att ha flyttat till Cumbria gick han på Queen Elizabeth Grammar School i Penrith. Hunnam blev relegerad från gymnasiet och gjorde sina tentor hemma. Han gick sedan på Cumbria College of Art and Design, där han tog examen i filmteori, filmhistoria och scenkonst.

### Karriär
Vid 17 års ålder upptäcktes Hunnam i en skoaffär på julafton när han i berusat tillstånd skämtade när han skulle köpa skor till sin bror. En produktionschef för det Newcastlebaserade barnprogrammet Byker Grove gick fram till honom och strax därefter fick Hunnam sin första roll som Jason i tre avsnitt av serien Byker Grove. Vid 18 års ålder fick han sin första stora roll som den femtonårige skolpojken Nathan Maloney i Davies Channel 4-drama Queer as Folk.
Han följde upp detta med sin roll som Daz i filmen Vad hände med Harold Smith? (1999) och flyttade sedan till Los Angeles. 
Hans karriär fortsatte med en återkommande roll som Gregor Ryder i WB Television Network-serien Young Americans. Han sågs därefter i den kortlivade Fox-serien Panik i plugget som Lloyd Haythe. Trots positiva recensioner blev serien nedlagd efter endast en säsong. Hunnam har sagt att han inte vill ha vilken roll som helst som han blir erbjuden: "Jag har 60 år på mig att tjäna pengar, men de val jag gör de närmaste fem åren kommer verkligen att forma min karriär". Beslutet resulterade i hans återkomst till Storbritannien för att ta huvudrollen som Pete Dunham i filmen Green Street (2005), men hans försök att leverera en cockneyaccent resulterade i att han fördes in i många kritikers lista över "värsta accenter i filmhistorien".
Hunnam menar att hans roll som Patric, en medlem av "The Fishes", i Children of Men (2006), var den sista delen i hans "galna män-trilogi". "Jag spelade psykopat i Åter till Cold Mountain, min karaktär i Green Street Hooligans är ganska psykotisk och nu har jag den här rollen". Mellan 2008 och 2014 medverkade Hunnman som Jackson "Jax" Teller i Sons of Anarchy, en TV-serie om en motorcykelklubb i en liten fiktiv stad i Kalifornien. Hunnam fick rollen efter att Kurt Sutter, skaparen av serien, såg honom i Green Street Hooligans. Hans skildring som Jax Teller har gett Hunnam en Critics' Choice Television Award-nominering, tre EWwy Award-nomineringar för Bästa manliga skådespelare i dramaserie och en PAAFTJ Award-nominering för Bästa ensemble i dramaserie.
Strax innan Hunnam fick rollen i Sons of Anarchy, sålde han sitt manus Vlad till Summit Entertainment med Brad Pitts Plan B Studios samproducering. Filmen är regisserad av musikvideoregissören och fotografen Anthony Mandler och kommer att fokusera på den verkliga berättelsen om Vlad III Dracula. Hunnam lärde sig historien från lokalbefolkningen i Rumänien när han filmade Åter till Cold Mountain. Han uppgav att han inte hade skådespelat på 18 månader och var så pank att om han inte hade lyckats sälja manuset skulle han fått att sälja huset och flytta tillbaka till Storbritannien för att flytta in med sin mamma. Hunnam arbetar även på ett annat filmmanus, baserat på en artikel i Rolling Stone från 2011. Filmen ska handla om Edgar Valdez Villareal, en amerikansk knarkkung som styrde en av de största drogkartellerna i Mexiko. Ett annat projekt han arbetar på är en film om romkulturen i Storbritannien, som han hoppas att få regissera. Han uppgav att det är "en del av det engelska samhället som verkligen sällan undersökts, men är en av de mest färgstarka och intressanta delarna av det brittiska samhället".
År 2011 spelade Hunnam rollen som Gavin Nichols i den filosofiska drama/thriller-filmen The Ledge av Matthew Chapman. Under 2012 spelade han som titelkaraktären i indiekomedin 3,2,1... Frankie Go Boom, tillsammans med bland andra hans Sons of Anarchy-motspelare Ron Perlman. Hunnam sade att han ansåg dagen då han filmade scener med Perlman i 3,2,1... Frankie Go Boom var den bästa och roligaste dagen av inspelning han någonsin har haft i hela sin karriär. Han syntes också som Jay, en före detta boxare, i Stefan Ruzowitzkys brottsdrama Deadfall (2012).
Hunnam spelade rollen som Raleigh Becket i Guillermo del Toros science fiction-film Pacific Rim, som hade premiär i juli 2013 och kasserade in 411 000 000 dollar världen över. Den 2 juni 2014 tilldelades han ett Huading Award för Bästa globala framgång för skådespelare, för sin roll som Raleigh, eftersom filmen gjorde mycket bra ifrån sig på den asiatiska marknaden. Tidigare under samma år, meddelades det att Hunnam skulle återförenas med del Toro i skräckfilmen Crimson Peak, där han kommer att spela mot Mia Wasikowska, Tom Hiddleston och Jessica Chastain. Filmen har premiär den 16 oktober 2015. Den 2 september 2013 meddelades det att Hunnam skulle spela huvudrollen som Christian Grey i filmatiseringen av E.L. James storsäljare Femtio nyanser. Dock meddelade Universal Pictures den 12 oktober 2013 att Hunnam hade hoppat av filmen på grund av schemakonflikter för sin serie Sons of Anarchy.

### Privatliv
Hunnam träffade skådespelaren Katharine Towne 1999 när de båda provspelade för roller i Dawsons Creek. De gifte de sig i Las Vegas men skildes 2002.

## Filmografi

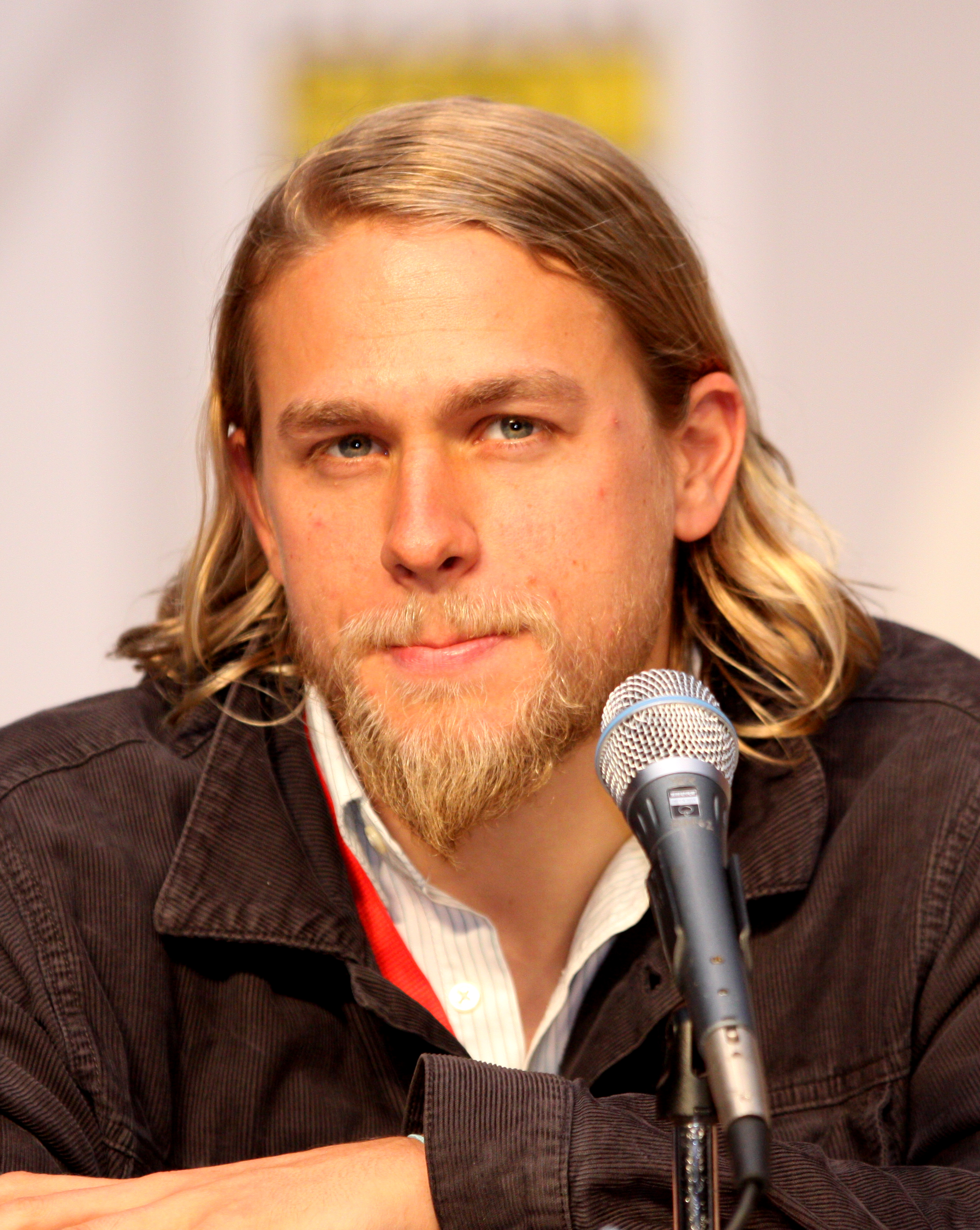
Charlie Hunnam 2010

### Filmer
| År   | Titel                            | Roll                       | Notering                                                  |
| ---- | -------------------------------- | -------------------------- | --------------------------------------------------------- |
| 1999 | Vad hände med Harold Smith?      | Daz                        |                                                           |
| 2002 | Abandon                          | Embry Larkin               |                                                           |
| 2002 | Nicholas Nickleby                | Nicholas Nickleby          | National Board of Review Award för bästa ensemble         |
| 2003 | Åter till Cold Mountain          | Bosie                      |                                                           |
| 2005 | Green Street Hooligans           | Pete Dunham                |                                                           |
| 2006 | Children of Men                  | Patric                     |                                                           |
| 2011 | The Ledge                        | Gavin Nichols              |                                                           |
| 2012 | 3,2,1... Frankie Go Boom         | Frankie                    |                                                           |
| 2012 | Deadfall                         | Jay                        |                                                           |
| 2013 | Pacific Rim                      | Raleigh Becket             | Huading Award för bästa globala framgång för skådespelare |
| 2015 | Crimson Peak                     | Dr. Alan McMichael         |                                                           |
| 2016 | Knights of the Roundtable        | Arthur Pendragon           |                                                           |
| 2016 | The Lost City of Z               | Percy Fawcett              |                                                           |
| 2017 | King Arthur: Legend of The Sword | King Arthur                |                                                           |
| 2017 | Papillon                         | Henri "Papillon" Charrière |                                                           |
| 2018 | A Million Little Pieces          | Bob Frey Jr                |                                                           |
| 2019 | Triple Frontier                  | William "Ironhead" Miller  |                                                           |
| 2019 | True History of The Kelly Gang   | Sergeant O'Neill           |                                                           |
| 2019 | Jungleland                       | Stanley Kaminski           |                                                           |
| 2019 | The Gentleman                    | Raymond                    |                                                           |
| 2020 | Waldo                            | Charlie Waldo              |                                                           |

### Television
| År        | Titel             | Roll                 | Notering |
| --------- | ----------------- | -------------------- | --- |
| 1998      | Byker Grove       | Jason Chuckle        | Avsnitt: "10.1" |
| 1999      | My Wonderful Life | Wes                  | Okänt antal avsnitt |
| 1999–2000 | Queer as Folk     | Nathan Maloney       | Huvudroll; 10 avsnitt |
| 1999      | Microsoap         | Brad                 | Avsnitt: "2.6" |
| 2000      | Young Americans   | Gregor Ryder         | 3 avsnitt |
| 2001–2002 | Panik i plugget   | Lloyd Haythe         | Huvudroll; 17 avsnitt |
| 2008–2014 | Sons of Anarchy   | Jackson "Jax" Teller | Huvudroll; 95 avsnitt Nominerad – Critics' Choice Television Award för bästa manliga skådespelare i dramaserie (2012) Nominerad – EWwy Award för bästa skådespelare i dramaserie (2011, 2012, 2014) Nominerad – PAAFTJ Award för bästa ensemble i dramaserie (2013) |
| Kommande  | Shantaram         | Lin                  | |